# Jay Glaser
Jay Glaser (* 11. Juli 1953 in Santa Monica) ist ein ehemaliger US-amerikanischer Segler.

## Erfolge
Jay Glaser nahm in der Bootsklasse Tornado mit Randy Smyth an den  Olympischen Spielen 1984 in Los Angeles teil. Bei diesen belegten sie den zweiten Platz und sicherten sich damit die Silbermedaille hinter dem neuseeländischen und vor dem australischen Boot. Bei Weltmeisterschaften gewannen Glaser und Smyth 1981 in Carnac und 1982 in Kingston jeweils den Titel. 1984 und 1985 wurden sie zudem gemeinsam Vizeweltmeister.
Glaser ist mit der Seglerin Sarah Glaser verheiratet.